# Pekingi Nemzeti Stadion
A Pekingi Nemzeti Stadion (kínaiul: 北京国家体育场, illetve 北京國家體育場), vagy rövidített nevén Nemzeti Stadion a pekingi olimpiai játékok alkalmából épült. A külseje alapján Madárfészeknek becézett épület az olimpiai események központja volt, helyet adott a nyitó-, és záróünnepségnek, valamint számos versenyszám bonyolódott le itt. A 2008. júniusában megnyitott épület a pekingi olimpiai helyszínek középpontjában helyezkedik el, keletre a pekingi olimpiai sportcsarnokok másik kiemelkedő építészeti alkotásától, a Nemzeti Vízi Központtól.
A 2015-ös atlétikai világbajnokság helyszíne.

## Az épület

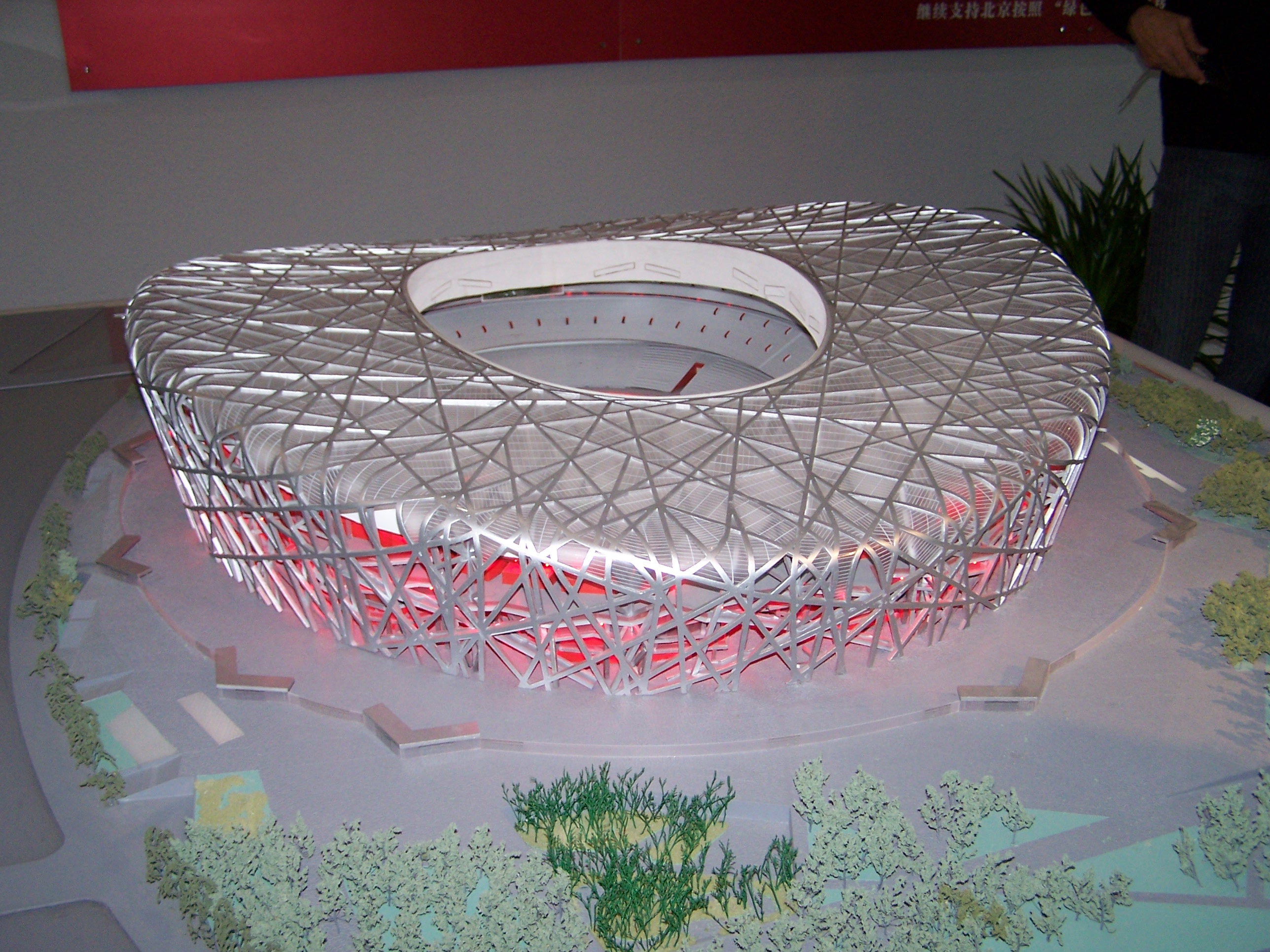
A Madárfészek makettje

2002-ben, a kínai kormányzat nemzetközi építészeti tervpályázatot hirdetett ki a központi olimpiai stadion terveinek elkészítésére. Korábbi elképzelések a 2001-ben átadott, kantoni Guangdong Olimpiai Stadionnal számoltak több olimpiai esemény lebonyolításánál. A tervpályázaton győztes építészcsoportot a Pritzker-díjas Herzog & de Meuron építésiroda vezette, az ArupSport és China Architecture Design & Research Group közreműködésével. A végső dizájn elkészítésében, művészeti konzulensként a munkában részt vett Ai Weiwei is.
Az épület alapkövét 2003 decemberében helyezték el, az építési munkák 2004 márciusában kezdődtek meg. Az építkezést 2004 márciusában leállították, mivel a párizsi Charles de Gaulle reptér új, az olimpiai stadionhoz hasonló jellegű szerkezeti megoldással rendelkező 2E terminálja részben összeomlott. Az építkezés csak a tervek részbeni módosítása után folyt tovább.
AZ építkezés folyamán politikai okok miatt kiszállt a művészeti konzulens is, és Daniel Libeskind ismert építész is politikai oldalról bírálta a terv készítőit. Álláspontja szerint a demokratikus országokból érkezett építészek szerepvállalása Kínában morális kiállás Kína politikája mellett. Jacques Herzog, a tervező építésziroda vezetője azzal vágott vissza, hogy „Jó irányba azonban csak úgy változnak a dolgok, ha teszünk is érte valamit". Egyes vélemények a stadiont az ideológiai ellenállás terepének tekintik.
A stadionhoz kapcsolódó politikai viták ellenére az építmény világszínvonalon épült meg, kategóriája legjobbjai közé tartozik  Az aréna betonfalát kívülről ágas-bogas, hálószerűen kialakított acélszerkezet veszi körbe. A természet által ihletett, valóban madárfészekszerű építmény ezáltal biztosítja a levegő keresztirányú mozgását, ugyanakkor védelmet biztosít a nézők, és sportolók számára az időjárás viszontagságaitól.
A stadion ábrája az olimpia ideje alatt a 10 jüanos bankjegyre is felkerült. A normál esetben Mao Ce-tung arcképét viselő papírpénzből 6 millió példányt nyomtattak, a túloldalán egy ókori görög diszkoszvető látható.
A stadion az olimpia ideje alatt 91 000 néző befogadására volt alkalmas. A játékok befejeztével a férőhelyek számát 80 000-re fogják csökkenteni. Az építmény 330 méter hosszú, 220 méter széles, a magassága 69,2 méter. A használható terület nagysága 204 000 m². Az építmény acélszerkezetének összhossza nagyjából 36 km, súlya 45 000 tonna.

## Jegyzetek

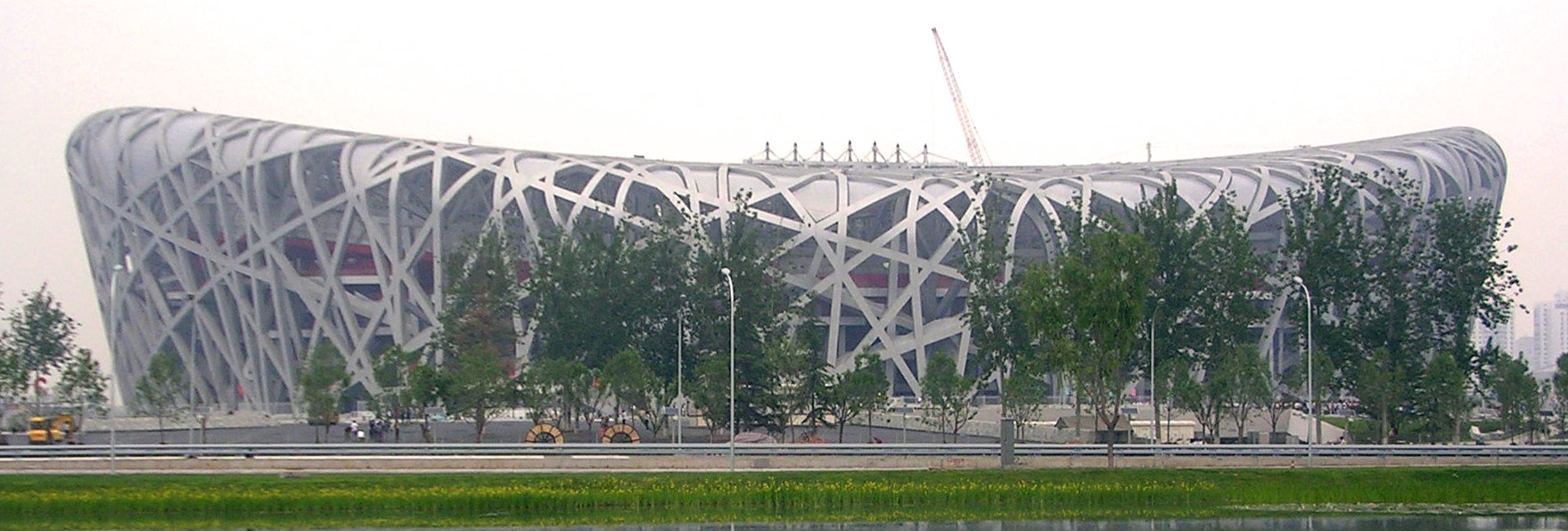
A stadion délről nézve, 2008 májusában